# El humanismo y sus Aspiraciones

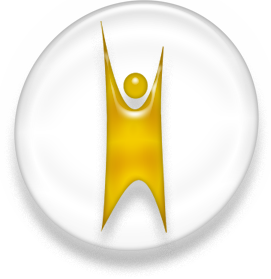
Símbolo del Humanismo, oro sobre blanco

El Humanismo y sus aspiraciones (subtitulado Manifiesto Humanista III, sucesor del Manifiesto Humanista de 1933) es el más reciente de los Manifiestos Humanistas, publicado en 2003 por la Asociación Humanista estadounidense (AHA). El más reciente es mucho más corto, y enumera seis creencias primarias, que se hacen eco de los temas de sus predecesores
- El conocimiento del mundo se deriva de la observación, la experimentación y el análisis racional.
- Los humanos son una parte integral de la naturaleza, el resultado de un cambio evolutivo no guiado.
- Los valores éticos se derivan de la necesidad y el interés humano, como se ha comprobado por la experiencia. (Ver naturalismo ético).
- La realización de la vida surge de la participación individual al servicio de los ideales humanos.
- Los humanos son sociales por naturaleza y encuentran significado en las relaciones.
- Trabajar para beneficiar a la sociedad maximiza la felicidad individual.

Se ha utilizado como material de referencia para la ética secular y atea.

## Firmantes
Fueron signatarios del documento los siguientes académicos y otras personas destacadas, que firmaron la declaración "Los que firmamos el humanismo y sus aspiraciones nos declaramos en general de acuerdo con su contenido":

### Firmantes notables
- Philip Appleman (Poeta y distinguido profesor emérito de inglés, Universidad de Indiana)
- Khoren Arisian (Líder principal de la Sociedad de Nueva York para la Cultura Ética)
- Bill Baird (Pionero de los derechos de reproducción)
- Frank Berger (Farmacólogo, desarrollador de medicamentos contra la ansiedad)
- Howard Box (Ministro emérito de la Iglesia Unitaria Universalista de Oak Ridge, Tennessee)
- Lester R. Brown (Fundador y presidente del Instituto de Política de la Tierra)
- August E. Brunsman IV (Director ejecutivo de la Alianza de Estudiantes Seculares)
- Rob Buitenweg (Vicepresidente de la Unión Internacional Humanista y Ética)
- Vern Bullough (Sexólogo y ex copresidente de la Unión Internacional Humanista y Ética)
- David Bumbaugh (Profesor de la Escuela Teológica Lombarda de Meadville)
- Matthew Cherry (Director ejecutivo del Instituto de Estudios Humanistas)
- Joseph Chuman (Profesor visitante de religión, Universidad de Columbia, y líder de la Sociedad de Cultura Ética del Condado de Bergen, Nueva Jersey)
- Curt Collier (líder de la Sociedad de Cultura Ética de Riverdale-Yonkers, Nueva York)
- Fred Cook (Miembro jubilado del comité ejecutivo de la Unión Internacional Humanista y Ética)
- Carl Coon (ex embajador de los Estados Unidos en Nepal)
- Richard Dawkins
- Charles Debrovner (Presidente, NACH/El Instituto Humanista)
- Arthur Dobrin (Profesor de humanidades de la Universidad de Hofstra y líder emérito de la Sociedad Humanista Ética de Long Island, Nueva York)
- Margaret Downey (Presidenta de la Sociedad de Libre Pensamiento del Gran Filadelfia)
- Sonja Eggerickx (Vicepresidenta de la Unie Vrijzinnige Verenigingen, Bélgica, y vicepresidenta de la Unión Internacional Humanista y Ética)
- Riane Eisler (Presidenta del Centro de Estudios de la Asociación)
- Albert Ellis (Creador de la Terapia de Conducta Emotiva Racional y fundador del Instituto Albert Ellis)
- Edward L. Ericson (Líder emérito de Cultura Ética)
- Roy P. Fairfield (Cofundador de la Union Graduate School)
- Antony Flew (Filósofo)
- Levi Fragell (Presidente de la Unión Internacional Humanista y Ética)
- Jerome Isaac Friedman (Premio Nobel de Física)
- Arun Gandhi (Cofundador del Instituto M.K. Gandhi para la No Violencia)
- Kendyl Gibbons (Presidente de la Asociación de Ministros Unitarios Universalistas)
- Babu R.R. Gogineni (Director ejecutivo de la Unión Internacional Humanista y Ética)
- Sol Gordon (Sexólogo)
- Ethelbert Haskins (Tesorero jubilado de la Fundación Humanista)
- Jim Herrick (Editor, de the New Humanist)
- Pervez Hoodbhoy (Profesor de física en la Universidad Quaid-e-Azam, Islamabad, Pakistán)
- Fran P. Hosken (Editora de Women's International Network News)
- Joan Johnson Lewis (Presidenta del Consejo Nacional de Líderes de la Unión Ética Americana)
- Stefan Jonasson (Expresidente inmediato, HUUmanistas)
- Larry Jones (Presidente del Instituto de Estudios Humanistas)
- Edwin Kagin (Fundador y director, Camp Quest)
- Beth Lamont (representante de la ONG AHA ante las Naciones Unidas)
- Gerald A. Larue (Profesor emérito de historia bíblica y arqueología, Universidad de California del Sur)
- Joseph Levee (Miembro de la Junta del Consejo para el Humanismo Secular)
- Ellen McBride (Expresidente inmediato de la Unión Ética Americana)
- Lester Mondale (Ministro unitario universalista jubilado y firmante de los Manifiestos Humanistas I y II)
- Henry Morgentaler (pionero del derecho al aborto)
- Stephen Mumford (Presidente del Centro de Investigación sobre Población y Seguridad)
- William Murry (Presidente y decano de la Escuela Teológica Lombarda de Meadville)
- Sarah Oelberg (Presidente, HUUmanistas)
- Indumati Parikh (Presidente del Centro para el Estudio del Cambio Social, India)
- Philip Paulson (activista de la Iglesia-Estado)
- Katha Pollitt (Columnista, The Natión)
- Howard Radest (Decano emérito del Instituto Humanista)
- James "Amazing" Randi (Mago, fundador de la Fundación Educativa James Randi)
- Larry Reyka (Presidente de la Sociedad Humanista)
- David Schafer (Fisiólogo investigador jubilado, Administración de Veteranos de los Estados Unidos)
- Eugenie Scott (Directora Ejecutiva del Centro Nacional de Educación Científica)
- Michael Shermer (Editor de la revista Skeptic)
- James R. Simpson (Profesor de economía agrícola internacional, Universidad de Ryukoku, Japón)
- Warren Allen Smith (Editor y autor)
- Matthew les Spetter (Profesor asociado de psicología social en el Instituto de Estudios de la Paz del Manhattan College, NY)
- Oliver Stone (cineasta premiado por la Academia)
- John Swomley (Profesor emérito de ética social, Escuela de Teología de St. Paul)
- Robert Tapp (Decano del Instituto Humanista)
- Carl Thitchener (Co-ministro, Iglesia Unitaria Universalista de Amherst y de Canandaigua, Nueva York)
- Maureen Thitchener (Co-ministra de la Iglesia Unitaria Universalista de Amherst y de Canandaigua, Nueva York)
- Rodrigue Tremblay (Profesor emérito de economía y finanzas internacionales, Universidad de Montreal, Quebec, Canadá)
- Kurt Vonnegut (Novelista)
- John Weston (Director de asentamientos ministeriales, Asociación Unitaria Universalista)
- Edward O. Wilson (Profesor de la Universidad de Harvard, y dos veces ganador del Premio Pulitzer)
- Sherwin Wine (Fundador y presidente de la Sociedad para el Judaísmo Humanista)

### Los Premios Nobel
22 premios Nobel firmaron la declaración, siendo estos:
- Philip W. Anderson (Física, 1977)
- Paul D. Boyer (Química, 1997)
- Owen Chamberlain (Física, 1959)
- Francis Crick (Medicina, 1962)
- Paul J. Crutzen (Química, 1995)
- Pierre-Gilles de Gennes (Física, 1991)
- Johann Deisenhofer (Química, 1988)
- Jerome I. Friedman (Física, 1990)
- Sheldon Glashow (Física, 1979)
- David Jonathan Gross (Física, 2004)
- Herbert Un. Hauptman (Química, 1985)
- Dudley Herschbach (Química, 1986)
- Harold W. Kroto (Química, 1996)
- Yuan T. Lee (Química, 1986)
- Mario J. Molina (Química, 1995)
- Erwin Neher (Medicina, 1991)
- Ilya Prigogine (Química, 1977)
- Richard J. Roberts (Medicina, 1993)
- John E. Sulston (Medicina, 2002)
- Henry Taube (Química, 1983)
- E. Donnall Thomas (Medicina, 1990)
- James Dewey Watson (Medicina, 1962)

### Los expresidentes de la AHA
- Edd Doerr
- Michael W. Werner
- Suzanne I. Paul
- Lyle L. Simpson
- Bette Cuartos
- Lloyd L. Morain
- Robert W. McCoy
- Vashti McCollum

### Junta de la AHA
La junta de la AHA de entonces firmó todo esto:
- Melvin Lipman (presidente)
- Lois Lyons (vicepresidente)
- Ronald W. Fegley (Secretario)
- John Nugent (tesorero)
- Wanda Alexander
- John R. Cole
- Tom Ferrick
- Robert D. Finch
- John M. Higgins
- Hierba Silverman
- Maddy Urken
- Mike Werner

### El Comité de redacción
Finalmente, estaba el comité de redacción de:
- Fred Edwords (presidente)
- Edd Doerr (también incluido anteriormente como expresidente de la AHA)
- Tony Hileman
- Pat Duffy Hutcheon
- Maddy Urken